# Kiskunmajsa
Kiskunmajsa – miasto na Węgrzech, w Komitacie Bács-Kiskun, siedziba władz powiatu Kiskunmajsa.

## Miasta partnerskie
- Bačka Topola, Serbia
- Gheorgheni, Rumunia
- Lommatzsch, Niemcy
- Bad Schönborn, Niemcy
- Lubliniec, Polska